# Jišuv
Jišuv (hebrejsky ישוב‎, doslova „obyvatelstvo, osídlení“ nebo „místo kultury a civilizovaných způsobů“, celým názvem הישוב היהודי בארץ ישראל‎; ha-Jišuv ha-Jehudi be-Erec Jisra'el, „Židovské osídlení v zemi Izraelské“) je termín sionistického hnutí, který před založením Státu Izrael v roce 1948 označoval židovské obyvatele na území Palestiny. 
Obyvatelé a noví osadníci byli kolektivně označování jako jišuv. Tento termín začal být používán v 80. letech 19. století, kdy území Palestiny bylo součástí osmanské říše a žilo zde zhruba 25 000 Židů. Používal se i v době Britského mandátu Palestina v letech 1920–1948, kdy se na území Palestiny nacházelo před založením státu Izrael přibližně 700 000 Židů.

## Dělení
Jišuv lze rozdělit na „starý jišuv“ a „nový jišuv“:
- Starý jišuv zahrnuje veškeré židovské obyvatelstvo na území Palestiny před první alijou v roce 1882. Ortodoxní Židé žili převážně v Jeruzalémě, Safedu, Tiberiadě a Hebronu. Menší komunity byly v Haifě, Jaffě, Nábulusu, Akku, Šfar'amu, Peki'inu a do roku 1779 také v Gaze. Větší část starého jišuvu se zaobírala studiem Tóry a jejími donátory byli Židé z diaspory.

- Nový jišuv zahrnuje ty, kdo opustili zdi Starého Města v Jeruzalémě v 60. letech 19. století, zakladatele města Petach Tikva (1878) a první aliju z let 1882 až 1903, kterou následovali první osadníci, až do založení státu Izrael v roce 1948.